# Équipe de France masculine de rugby à sept
Cet article traite de l'équipe masculine. Pour l'équipe féminine, voir Équipe de France féminine de rugby à sept.
Pour les articles homonymes, voir Équipe de France de rugby et Équipe de France.
L’équipe de France de rugby à sept est l’équipe qui représente la France dans les compétitions majeures de rugby à sept. Elle participe à la série mondiale, au championnat d'Europe et à la Coupe du monde. Elle rassemble les meilleurs joueurs de France sous le patronage de la Fédération française de rugby.
Les Bleus se hissent à trois reprises en quart de finale de Coupe du monde, en 1997, 2005 et 2013. Ils ont été sacrés champions d'Europe en 2014, 2015, 2024 et 2025.
Ils remportent la série mondiale en 2024, et sont sacrés champions olympiques en 2024 lors des Jeux olympiques de Paris.

## Historique

### Les débuts de la discipline
Le premier match international de l'équipe de France a lieu au Murrayfield Stadium le 7 avril 1973 en Écosse, lors du premier tournoi international de rugby à sept organisé à l'occasion du centième anniversaire de la Fédération écossaise de rugby à XV. Les Français sont dominés par l'Angleterre 22 à 0 pour ce premier match. Ils perdent également les deux confrontations suivantes, respectivement 4 à 36 face au Pays de Galles et 16 à 20 contre le President's 7 (16-20), une sélection de joueurs d'Afrique du Sud.
Avec la création du tournoi de Hong Kong en 1976 (en), la France participe à ce premier grand tournoi international annuel de rugby à sept, d'abord avec une sélection de Barbarians français entre 1984 et 1988, puis avec une sélection nationale à sept à proprement parler de 1991 à 1999 (dernière édition hors de la série mondiale).
En 1993, la France dispute la Melrose Cup, la première Coupe du monde de rugby à sept suivant de près la première coupe du monde du rugby à XV qui n'eut lieu que 6 ans auparavant. La compétition a lieu au Murrayfield Stadium, endroit qui a accueilli il y a 20 ans le premier tournoi international de rugby à sept.

### 1995-2010: L'ère Thierry Janeczek, l'entrée en World Series
Coachée depuis 1996 par Thierry Janeczek, l’équipe de France participe à la première édition de la série mondiale de rugby à sept en décembre 1999. Lors de la première étape du tournoi qui se déroule à Dubaï le 2 et 3 décembre, les bleus gagnent leur premier match contre le Kenya (49-5) ainsi que le second face aux États-Unis (24-10) mais doivent s'incliner face à l'Australie (17-5) dans le dernier match de poule.
Lors de la Coupe du monde de rugby en 2005 à Hong Kong, la France démarre de la meilleure des façons le tournoi et enchaîne par trois victoires face à Taïwan (40 à 7), la Géorgie (ka) (31 à 5) et l'Angleterre (28 à 17). Malgré une courte défaite face aux Samoa (14 à 12), les français terminent la phase de poule par une victoire face à l'Italie. Pour la deuxième fois de son histoire, la France se qualifie pour les quarts de finale. À cette occasion, les Français rencontrent la Nouvelle-Zélande, mais doivent rapidement s'incliner logiquement 33 à 7, terminant la compétition à la 5e place. Ce résultat n'efface pas pour autant les mauvais résultats obtenus depuis le début de la sixième édition de la série mondiale avec aucun point obtenu jusqu'au tournoi de Los Angeles. Seul le tournoi de Paris en guise de clôture du circuit mondial sera une satisfaction avec une victoire historique des français en finale face aux Fidji (28-19) au stade Jean-Bouin.
Dans cette première décennie l'équipe de France à sept est encore très loin des projecteurs, et il y a peu de continuité dans l'équipe : les joueurs, qui se rencontrent souvent juste avant de partir pour l'étape, sont généralement des quinzistes en manque de temps de jeu dans leur clubs, évoluant entre des divisions allant du Top 14 aux divisions fédérales.
Lors de la série mondiale 2009-2010, la France réalise sa plus mauvaise performance depuis la première édition. L'équipe n'a pas su utiliser l'intégration du rugby à sept parmi les sports présents aux Jeux olympiques d'été de 2016, pour élever son niveau de jeu. Face à eux, un grand nombre de joueurs et d'équipes nationales deviennent professionnelles, courant la planète à la recherche de temps de compétition pour être davantage compétitif. Le changement d’entraîneur lors des deux dernières étapes, qui verra Thierry Janeczek être écarté après 14 ans à la tête des Bleus par Frédéric Pomarel ancien manager de l'équipe féminine à 7 n’y fera rien.

### 2010-2017: L'ère Frederic Pomarel, la professionnalisation

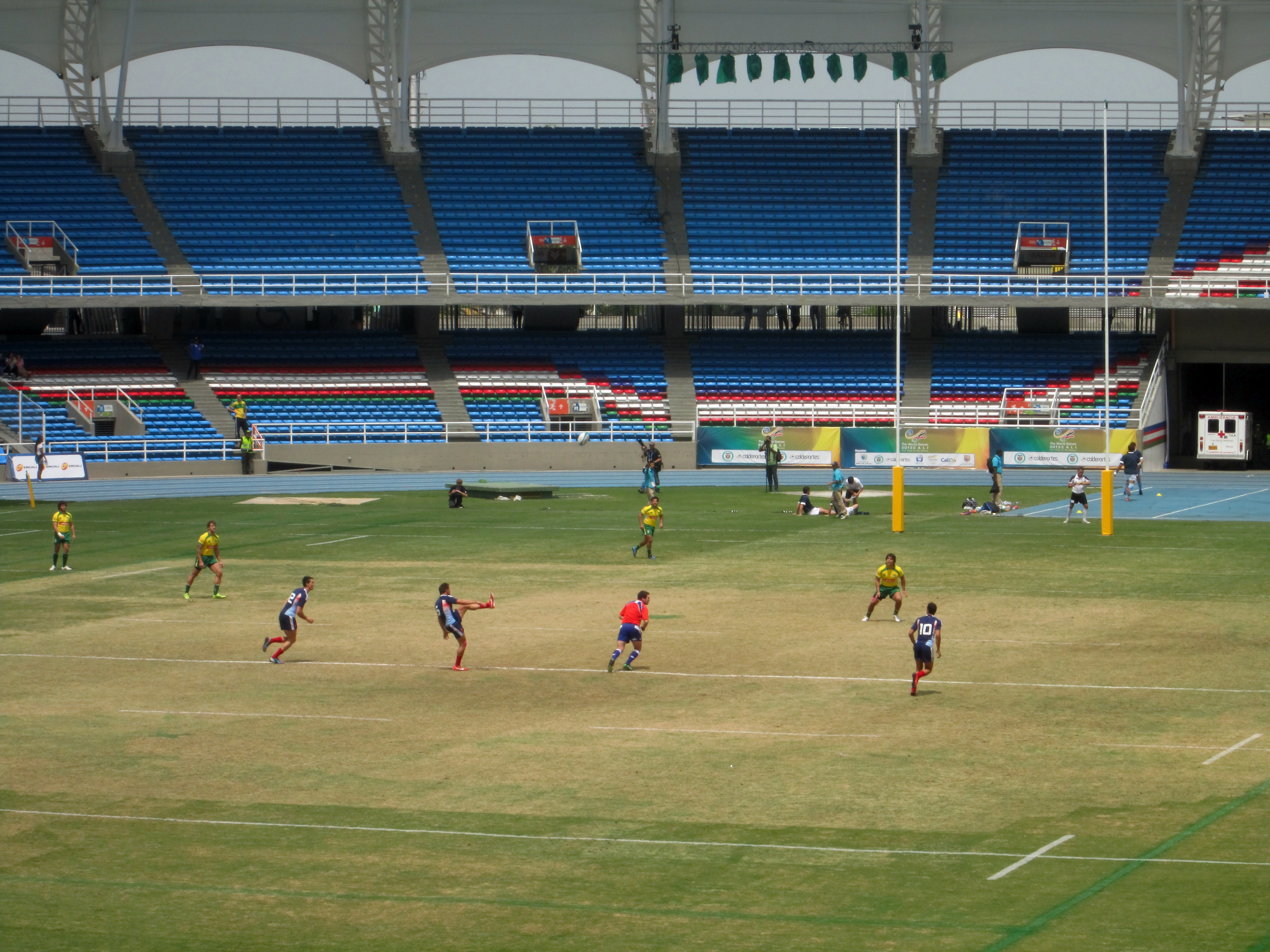
Rencontre entre la France et le Brésil lors des Jeux mondiaux de Cali

L'échec de l'année précédente va créer en 2011 certains changements au sein du comité chargé du développement du rugby à sept. La création d'un département olympique et la contractualisation de 5 joueurs par la Fédération Française (Terry Bouhraoua, Paul Albaladejo, Camille Canivet, Jean-Baptiste Belanger et Jean-Baptiste Mazoué) sont concrétisées. Les joueurs sont préparés tout au long des semaines au Centre national du rugby afin de préparer au mieux le championnat d'Europe. Malgré une meilleure préparation, les Français doivent attendre les deux dernières étapes du circuit pour décrocher leurs premiers points, (grâce à deux qualifications en 1/4 de finale de Plate à Londres, et 1/2 finale de Cup une semaine plus tard à Édimbourg) pour terminer à la 10e place au classement.
En juillet 2012, les hommes de Frederic Pomarel participent à leur 11e édition du championnat d'Europe. Grâce à sa victoire en quart de finale de Cup face à l’Écosse (26-14) lors du tournoi qualificatif de la zone Europe à Algarve au Portugal, l'équipe de France à 7 décroche son billet pour la Coupe du monde 2013 qui a lieu à Moscou. Les Français débutent la coupe du monde en battant facilement les tunisiens (24-7) et en se faisant ensuite accrocher par l'Espagne (21-17). Finalement l'équipe réussit à se qualifier en faisant match nul avec l'Australie (17-17) lors de son dernier match de poule. Les Bleus s'inclinent finalement en quart de finale face au Kenya après prolongation 24-19 terminant encore pour la troisième fois après 1997 et 2005, à la cinquième place de la compétition . Un mois plus tard, l'équipe de France réitère leur performance lors des Jeux Mondiaux de Cali malgré l'absence des nations majeures. Les Bleus, emmenés par Terry Bouhraoua et Stephen Parez terminent au pied du podium après une défaite dans la petite finale 21 à 33 face au Canada. L'Équipe de France de rugby à sept remporte le championnat d'Europe 2014 et est sacrée championne d'Europe pour la première fois de son histoire à l'issue de la quatrième et dernière manche du circuit européen à Bucarest en Roumanie.

### En route pour les Jeux olympiques de 2016

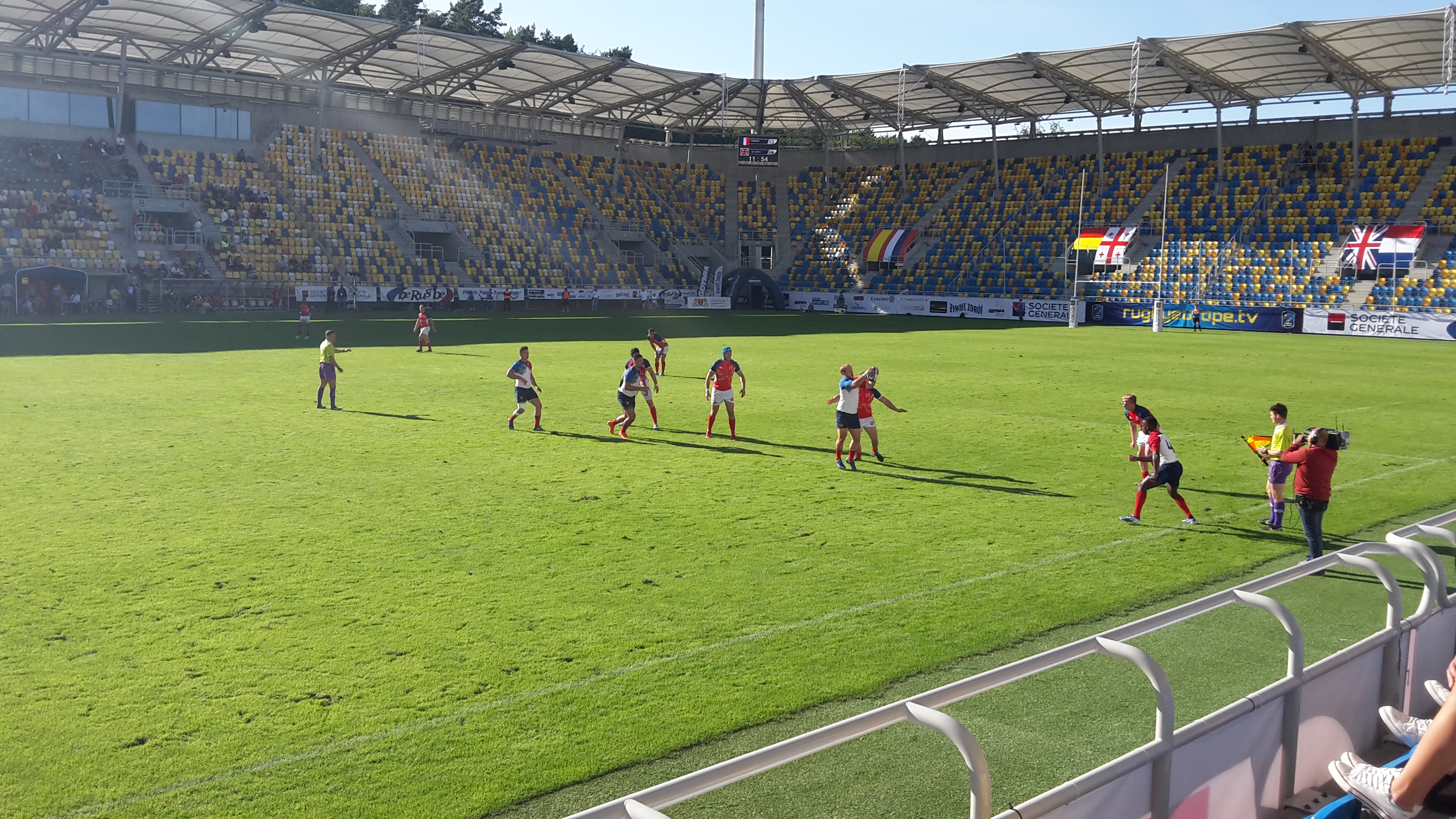
Rencontre entre la France et les GB Lions lors du championnat d'Europe 2016 à Gdynia.

En vue de la qualification de la France aux Jeux olympiques d'été de 2016, à l'occasion desquels le rugby redevient un sport olympique, la France doit terminer première de la zone Europe en obtenant les meilleurs résultats cumulés sur les trois tournois du championnat d'Europe 2015. Ainsi, Frederic Pomarel propose un groupe élargi pour préparer la qualification, avec la présence notamment de quatre joueurs du Top 14 : Rémy Grosso et Romain  Martial (Castres olympique), Fulgence Ouedraogo (Montpellier Hérault rugby) et Marvin O'Connor (Aviron bayonnais). Elle remporte les trois tournois, à Moscou, Lyon et Exeter décrochant ainsi son billet pour les Jeux olympiques de Rio en 2016.
Lors de la première étape de la saison de la série mondiale 2015-2016, l'équipe de France réalise lors du tournoi de Dubaï des performances très prometteuses mais avec un résultat frustrant, se plaçant seulement à la neuvième place au classement grâce à sa victoire face à l'Écosse sur le score de 24 à 14. Une semaine plus tard, lors de l'étape sud-africaine disputée au Cap, les Bleus réalisent une performance de haut niveau en terminant troisième en battant le Kenya (28-26) sur un essai transformé en fin de match de Julien Candelon. Malgré une phase de poule laborieuse, grâce à une qualification acquise au goal-average face au Canada, les hommes de Frédéric Pomarel ont signé un exploit en disposant en quart de Cup des Fidji, vainqueurs de l'édition 2014-2015 de la série mondiale. Le début d'année reste compliqué pour les hommes de Frédéric Pomarel, avec l'absence de joueurs blessés (Bouhraoua, Lakafia, Dall'Igna, Inigo) ou retenu avec le XV de France (Vakatawa). Les Bleus doivent malheureusement se contenter de la treizième place lors de la troisième étape à Wellington, encaissant au cours du week-end suivant cinq défaites en cinq matchs lors de la quatrième étape à Sydney, terminant à l'avant dernière place. Les Bleus comptent repartir de l'avant avec le retour de ses cadres pour les tournois de Las Vegas et de Vancouver. Cependant les Français, placés dans des poules difficiles, n'arrivent pas à s'extirper des qualifications (Fidji, Argentine, Samoa pour la première et États-Unis, Nouvelle-Zélande, Angleterre pour la seconde) terminant pour ces deux tournois à la dixième place avec deux défaites en finale de la Bowl. Il en est de même pour le tournoi de Hong Kong, où les Français pour leur premier match frôle l'exploit face à la Nouvelle-Zélande (19-17). Après s'être imposé 45 à 0 en quart de Bowl  face à la Corée du Sud (45-0), ils s'inclinent 14 à 7 en demi-finale face à l'Argentine.
Lors de la huitième étape, au tournoi de Singapour, les troupes de Frédéric Pomarel, se qualifient pour la deuxième fois de la saison (après le tournoi en Afrique du Sud) pour les quarts de finale d’une étape. Ils remportent les trois rencontres de la phase de qualification, dont une en réussissant l'exploit de battre pour la troisième fois de l'histoire la Nouvelle-Zélande, la précédente remontant à 2005. Les Français s'inclinent ensuite en quarts face à l'équipe du Kenya, future vainqueure de l'étape. Lors du tournoi de Paris au stade Jean-Bouin du 13 au 15 mai, l'équipe de France à sept atteint la troisième place, en étant battue par les Fidji en demi-finale (22-5) puis en dominant l'Argentine lors de la "petite finale", 26-17. Virimi Vakatawa est nommé « impact player » de ce tournoi, comme il l'avait été pour celui de Dubaï en décembre 2015. En vue de la préparation au tournoi de Rugby à sept aux Jeux olympiques d'été, l’équipe de France de rugby à sept termine à la 2e place des tournois de Moscou et d’Exeter lors du championnat d'Europe 2016. Cependant l'encadrement des Bleus décide de mettre ses cadres au repos avant les Jeux olympiques et de tester des jeunes joueurs issus du groupe France développement lors de la 3e et dernière étape à Gdynia. Les jeunes joueurs terminent à une 7e place qui sont éliminés dès les 1/4 de finale par l’Espagne (15-12). Les Jeux olympiques commencent bien pour les Français avec une première victoire face aux Australiens, s'imposant largement (31-14). Le match suivant opposant la France à l'Afrique du Sud, voit ces derniers s'imposer facilement (26-0). Le dernier match de poule permet à la France se qualifier pour les quarts de finale en dominant largement l'Espagne (26-5). Les hommes du capitaine Terry Bouhraoua s'inclinent finalement face au Japon dans les dernières secondes du match (7-12) après avoir mené 7-0 à la mi-temps. Lors des matchs pour le classement final, les Bleus perdent contre la Nouvelle-Zélande (19-24), mais s'imposent face à l'Australie (12-10) pour terminer finalement à la septième place .

### 2017-2024: L'ère Jérôme Daret, conclue par les titres mondial et olympique
Après la déception lié à l'échec olympique, l'équipe de France évolue peu : seuls deux joueurs ne renouvellent pas leur contrat avec la fédération, Steeve Barry (Stade rochelais) et Damien Cler (retraite). Frédéric Pomarel reste à la tête de l'équipe et la France rate sa saison en terminant à la onzième place de la série mondiale.
Le nouveau président de la fédération, Bernard Laporte, entreprend alors de renouveler la sélection nationale. Il nomme un nouvel entraineur à la tête de l'équipe, Jérôme Daret, ancien international. S'ensuit un large renouvellement d'effectif qui voit les départs de nombreux joueurs cadres, le capitaine Terry Bouhraoua (Stade français), Virimi Vakatawa (Racing 92) ou encore Julien Candelon (retraite). L'effectif est renouvelé et de jeunes joueurs arrivent, tels que Jean-Pascal Barraque ou encore Tavite Veredamu. Le nouveau staff est également aidé par Ben Ryan, le premier entraineur devenu champion olympique, qui vient aider l'équipe en tant que consultant privilégié. Les résultats se font attendre et la France termine à la treizième place des World Series, avec une unique qualification en Cup au cours de la saison. La coupe du monde se déroulant à San Francisco se conclut par une huitième place, obtenue notamment grâce à une victoire sur l'Australie en huitième de finale (22-17). Tavite Veredamu fait partie de l'équipe type de la compétition.
La saison 2018-2019 marque un tournant pour cette équipe. Alors qu'elle connait un début de saison décevantes dans la lignée des saisons précédentes, la France termine le tournoi de Las Vegas à la dernière place avec, notamment, une défaite face à l'équipe invitée du Chili. Mais la semaine suivante, contre toute attente, l'équipe se qualifie pour la finale du tournoi de Vancouver, soit sa première finale de Cup depuis 2012. S'ensuit une fin de saison remarquée avec notamment une finale dans le tournoi emblématique de Hong Kong. La fin de saison se conclut cependant par une déception : en effet, l'équipe échoue à se qualifier directement pour les Jeux olympiques après une défaite face à l'Angleterre en finale du tournoi qualificatif.
Durant l'édition 2023-2024 de la série mondiale, l'équipe de France remporte le 3 mars la deuxième victoire de son histoire dans un tournoi de la compétition en remportant le tournoi de Los Angeles (en). Ce tournoi, et celui qui le précède au Canada, sont très suivis en France grâce à la participation d'Antoine Dupont, capitaine du XV de France, qui intègre l'équipe pour préparer les Jeux olympiques d'été de 2024 à Paris. L'équipe de France remporte par la suite le tournoi final de Madrid, synonyme de sacre de champion de la série mondiale, le premier de l'histoire des Bleus. Durant le tournoi olympique joué au Stade de France, les Bleus remportent la finale contre les tenants du titre, les Fidji et sont sacrés champions olympiques pour la première fois. Après une saison couronnée par deux titres majeurs, le sélectionneur choisit de quitter son poste. Il est remplacé par Benoît Baby, tandis que Jérôme Daret devient manager général de la filière masculine de rugby à sept.

## Style de jeu
Alors qu'il est difficile de clairement identifier le style de jeu des premières équipes de France participant à la série mondiale – le groupe de joueurs changeant régulièrement – l'équipe mise en place par Frédéric Pomarel, développe plusieurs caractéristiques notables.
Si cette équipe, construite autour de cadres comme Virimi Vakatawa, Terry Bouhraoua, Pierre-Gilles Lakafia ou Julien Candelon, brille surtout par l'irrégularité de ses résultats, elle est aussi remarquée pour sa capacité à effectuer un grand nombre d'off-loads ou passes après contact, sous l'impulsion de sa star d'origine fidjienne,,.
Sous la houlette de l’entraîneur Jérôme Daret, l'équipe – qui reste axée autour d'un même groupe de joueurs – garde des stats en offloads au-dessus de la moyenne, notamment pour la saison 2018-2019, des joueurs comme Jean-Pascal Barraque ou Tavite Veredamu ayant remplacé les capacités de passe après contact de Vakatawa.
Cette équipe se fait aussi remarquer par sa capacité à gérer les renvois après avoir marqué des points,, avec des demi de mêlée botteurs comme Bouhraoua ou Stephen Parez, et des piliers assez grands et habiles pour capter le ballon renvoyé comme Veredamu, Antoine Zeghdar ou surtout Jonathan Laugel,.
À noter aussi l'impact potentiel qu'a pu avoir Ben Ryan, conseiller de l'équipe sous Daret, sur le jeu des bleus à sept. Culminant avec les bons résultats de la saison 2018-2019, il est possible de voir l'apport de Ryan pour l'équipe comme un gain en régularité, la gestion d'un effort constant puis d'une application et une envie aussi fortes en attaque qu'en défense ; par rapport à une équipe française qui avait la réputation d'avoir de nombreux joueurs de relief, mais un collectif inconstant. Ce travail n'est pas sans rappeler la manière dont Ben Ryan avait su brillamment apporter une forte discipline à la fantasque équipe des Fidji.

## Effectif actuel

### Encadrement technique
- Manager général : Christophe Reigt
- Entraîneur : Jérôme Daret
- Préparateur physique : Julien Robineau
- Analyste performance : Jean-Baptiste Pascal
- Team Service manager : Julien Candelon

### Joueurs
Liste des douze joueurs appelés pour les Jeux olympiques d'été de 2024. Nelson Épée et William Iraguha sont réservistes.
| Nom                      | Poste                    | Naissance        | Nationalité sportive | Club                 |
| ------------------------ | ------------------------ | ---------------- | -------------------- | -------------------- |
| Jean-Pascal Barraque     | Demi d'ouverture, centre | 24 avril 1991    | France               | USA Perpignan        |
| Antoine Dupont           | Demi de mêlée            | 15 novembre 1996 | France               | Stade toulousain     |
| Théo Forner              | Centre                   | 17 octobre 2001  | France               | USA Perpignan        |
| Aaron Grandidier         | Pilier                   | 18 mai 2000      | France               | Section paloise      |
| Jefferson Joseph         | Ailier                   | 29 août 2002     | France               | USA Perpignan        |
| Stephen Parez Edo Martin | Demi de mêlée            | 1er août 1994    | France               | Sous contrat fédéral |
| Varian Pasquet           | Pilier                   | 29 juillet 1999  | France               | Sous contrat fédéral |
| Rayan Rebbadj            | Pilier                   | 15 août 1999     | France               | RC Toulon            |
| Paulin Riva              | Demi d'ouverture         | 20 avril 1994    | France               | Sous contrat FFR     |
| Jordan Sepho             | Pilier                   | 8 décembre 1998  | France               | Sous contrat fédéral |
| Andy Timo                | Pilier                   | 28 mai 2004      | France               | Stade français       |
| Antoine Zeghdar          | Pilier                   | 22 mai 1999      | France               | Castres olympique    |

(En fonction des absences, des joueurs de rugby à XV peuvent être appelés pour disputer un tournoi parmi la liste « France 7 » constituée par la convention FFR/LNR,).

## Équipes passées
La France participe au premier tournoi international de rugby à sept en 1973.
La France remporte son premier tournoi en série mondiale depuis sa création en 1999. Voici l'équipe victorieuse de ce tournoi.
L'équipe de France de rugby à sept qui participe pour la première fois à l'épreuve olympique,, tournoi conclu à la 7e place.
La France remporte son deuxième tournoi en série mondiale en 2024. Voici l'équipe victorieuse de ce tournoi.

## Entraîneurs

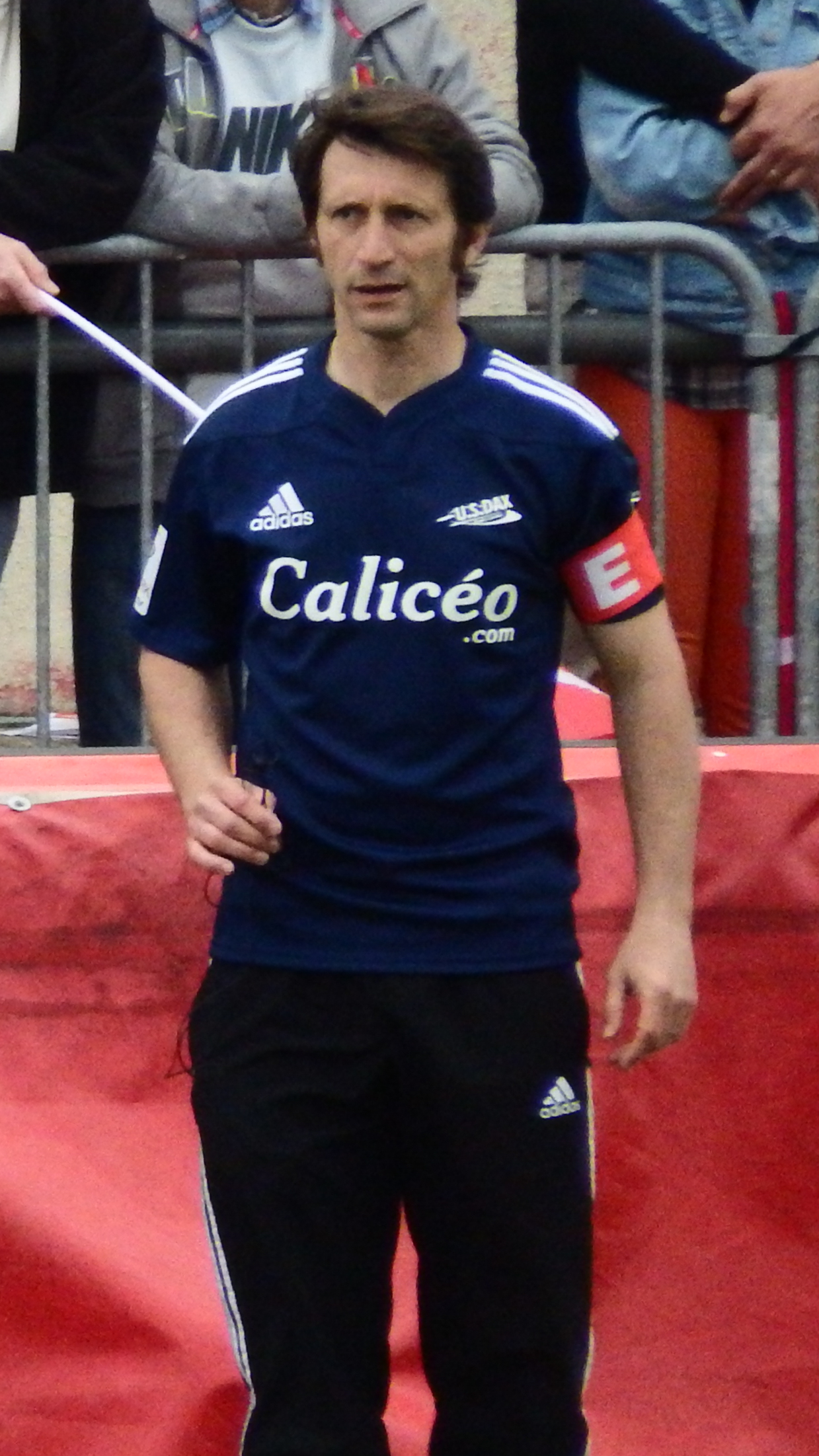
Jérôme Daret en 2014.

|   | Période d'activité | Nom                 |
| - | ------------------ | ------------------- |
| 1 | Années 1990        | Jean-Michel Aguirre |
| 2 | 1996 - 2010        | Thierry Janeczek    |
| 3 | 2010 - 2017        | Frédéric Pomarel    |
| 4 | 2017 - 2024        | Jérôme Daret        |
| 4 | 2024 - 0000        | Benoît Baby         |

## Les matchs du 7 de France

### Stades et centre d'entraînement
Le centre d'entraînement utilisé par l'équipe de France est situé au siège de la Fédération française de rugby : le Centre national du rugby à Marcoussis en région parisienne. L'équipe de France de rugby à sept ne possède pas de stade de référence à proprement parler car elle se déplace souvent pour les différents tournois de la Série mondiale masculine de rugby à sept.
Lors des étapes de la série mondiale se déroulant en France, le tournoi de France de rugby à sept, les matchs se disputèrent jusqu'en 2000 puis en 2006 à Paris au stade Charléty, en 2004 au stade Chaban-Delmas de Bordeaux, et en 2005 au stade Jean-Bouin, dans le 16e arrondissement de Paris. Depuis 2016 les matchs se disputent au Stade Jean-Bouin.
Les étapes françaises du championnat d'Europe de rugby à sept se sont déroulées à Lunel de 2002 à 2007, puis à Lyon entre 2011 et 2015 au Matmut Stadium, et au stade Gabriel-Montpied de Clermont-Ferrand en 2017. En 2018, la deuxième étape du championnat d'Europe 2018 se déroule sur les installations du Centre national du rugby à Marcoussis du 30 juin au 1er juillet 2018.

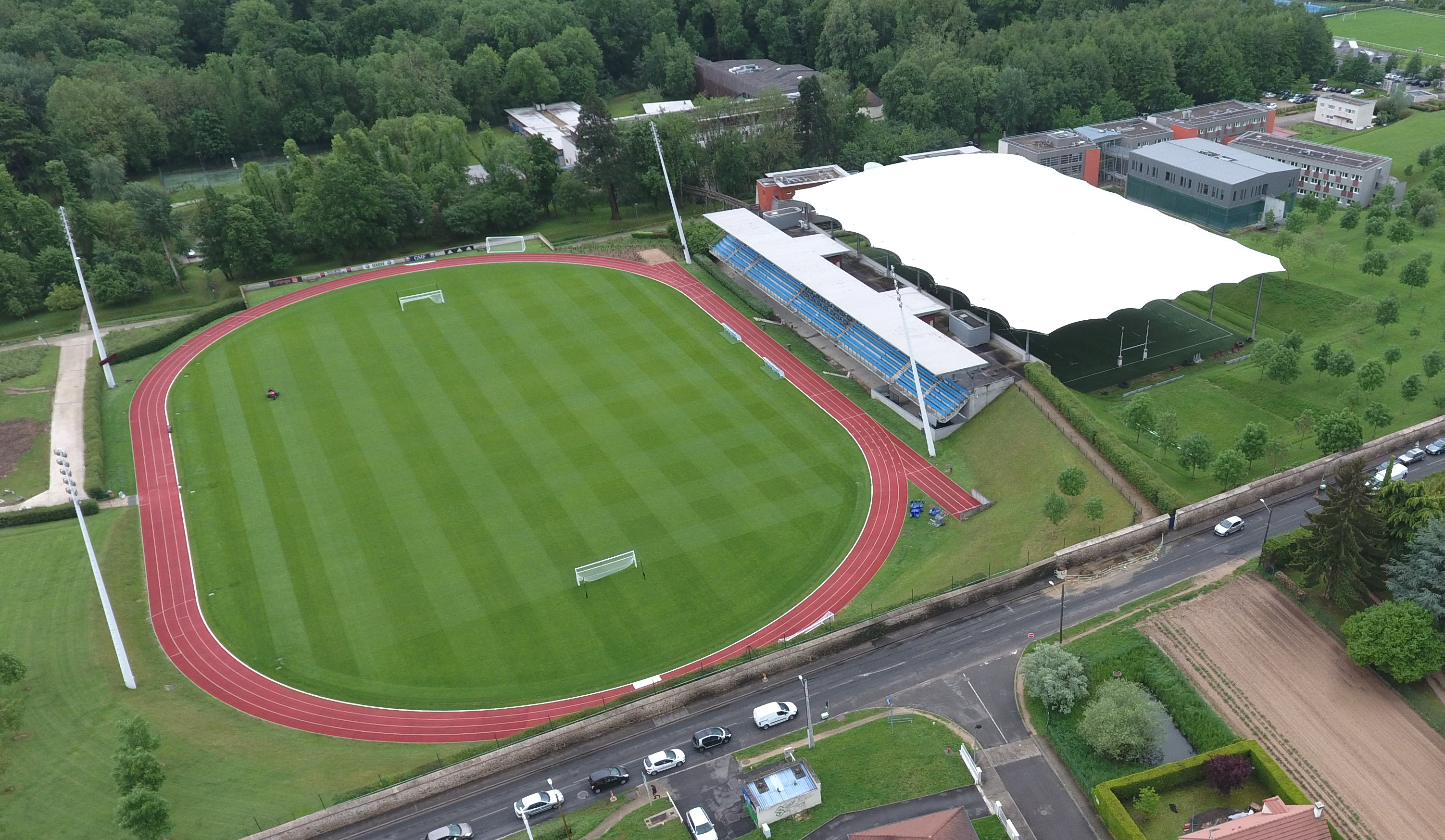
Vue aérienne du Centre national du rugby.
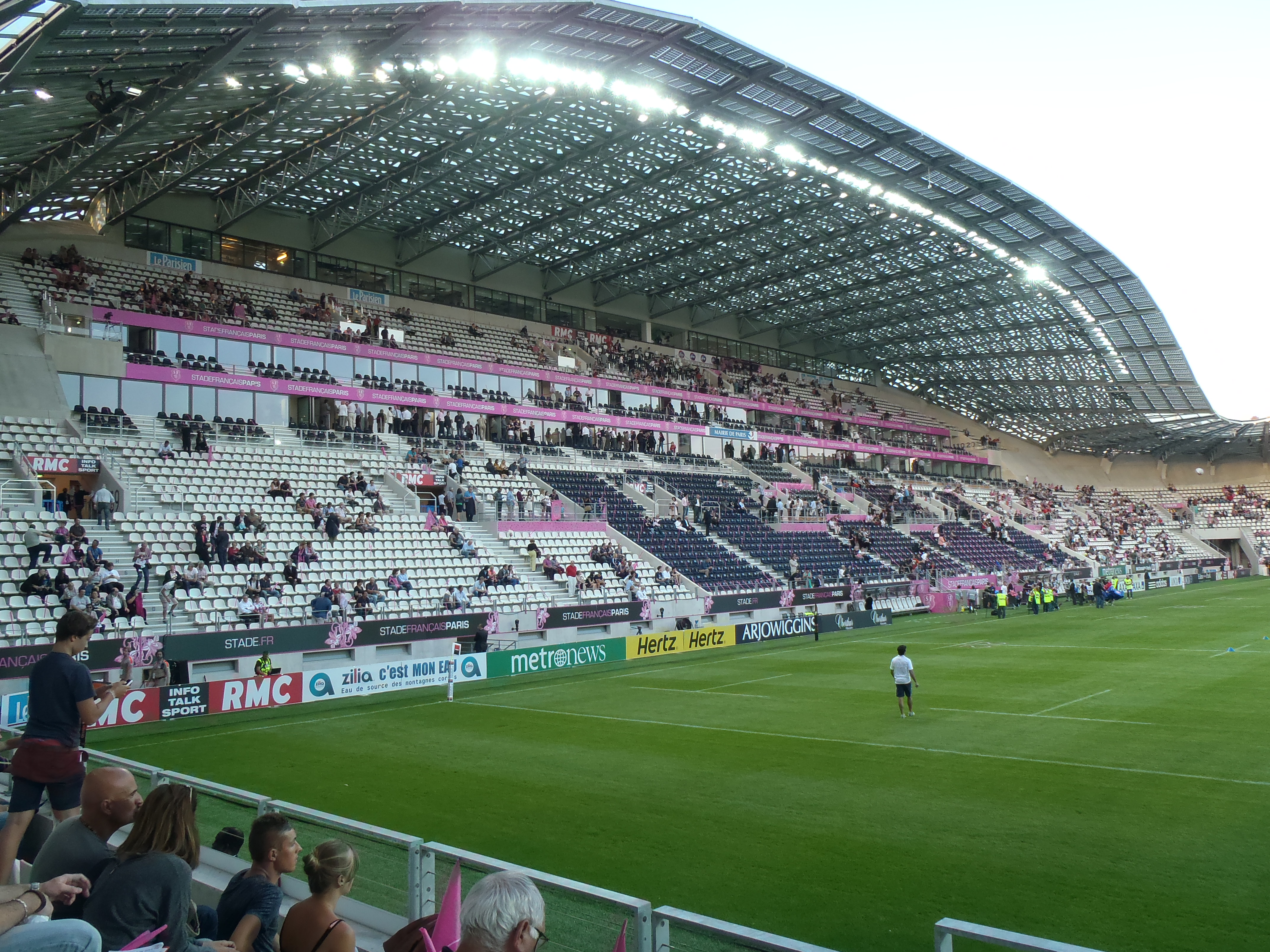
Vue intérieure du stade Jean-Bouin.

### Palmarès
| Coupe du monde (0) | Série mondiale (1) | Championnat d'Europe (3) | Jeux olympiques (1)                                 |
| --- | --- | --- | --------------------------------------------------- |
| Non officiel - 1973 : 8e Officiel - 1993 : 15e - 1997 : 5e - 2001 : 21e - 2005 : 5e - 2009 : 13e - 2013 : 5e - 2018 : 8e - 2022 : 6e | - 2000 : 8e - 2001 : 13e - 2002 : 9e - 2003 : 8e - 2004 : 7e - 2005 : 8e - 2006 : 7e - 2007 : 8e - 2008 : 12e - 2009 : 13e - 2010 : 13e - 2011 : 10e - 2012 : 9e - 2013 : 9e - 2014 : 10e - 2015 : 11e - 2016 : 11e - 2017 : 11e - 2018 : 13e - 2019 : 8e - 2020 : 7e - 2021 (en) : absent - 2022 (it) : 7e - 2023 : 4e - 2024 : Vainqueur | - 2002 : 4e - 2003 : 2e - 2004 : 5e - 2005 : 4e - 2006 : 4e - 2007 : 2e - 2008 : absent - 2009 : 2e - 2010 : 2e - 2011 : 5e - 2012 : 3e - 2013 : 2e - 2014 : Champion - 2015 : Champion - 2016 : 2e - 2017 : 6e - 2018 : 6e - 2019 : 2e - 2020 : annulé - 2021 : absent - 2022 : 3e - 2023 : 2e - 2024 : Champion - 2025 : Champion | - 2016 : 7e - 2020 : non qualifié - 2024 : Champion |

### Parcours en Coupe du monde
Le tableau suivant récapitule les performances du 7 de France en Coupe du monde. Les Français sont arrivés trois fois en quart de finale de Cup et se sont classés trois fois sur six dans les cinq premiers. En 1993, ils se font sortir dès les quarts de finale de la Bowl, par l'équipe d'Écosse.
| Édition            | Rang                     | Dernier match disputé          | Bilan           |
| ------------------ | ------------------------ | ------------------------------ | --------------- |
| Édimbourg 1993     | Quart-de-finaliste Bowl  | Écosse 14 – 7 France           | 2 v, 0 n, 4 d   |
| Hong Kong 1997     | Quart-de-finaliste Cup   | Afrique du Sud 19 – 14 France  | 4 v, 0 n, 1 d   |
| Mar del Plata 2001 | Quart-de-finaliste Bowl  | Kenya 12 – 7 France            | 2 v, 0 n, 4 d   |
| Hong Kong 2005     | Quart-de-finaliste Cup   | Nouvelle-Zélande 33 – 7 France | 4 v, 0 n, 2 d   |
| Dubaï 2009         | Quart-de-finaliste Plate | Écosse 21 – 19 France          | 2 v, 0 n, 2 d   |
| Moscou 2013        | Quart-de-finaliste Cup   | Kenya 24 – 19 France           | 2 v, 1 n, 1 d   |
| San Francisco 2018 | Quart-de-finaliste Cup   | Nouvelle-Zélande 12 – 7 France | 2 v, 0 n, 3 d   |
| Le Cap 2022        | Quart-de-finaliste Cup   | Australie 14 – 5 France        | 2 v, 0 n, 2 d   |
| Total              | Total                    | Total                          | 20 v, 1 n, 19 d |

Légende : v = victoire ; n = match nul ; d = défaite.

### Parcours aux Jeux olympiques
Le tableau suivant récapitule les performances de l'équipe aux Jeux olympiques. Le rugby à sept a été introduit aux sports olympiques aux JO de Rio en 2016.
| Édition    | Rang         | Dernier match disputé    | Bilan         |
| ---------- | ------------ | ------------------------ | ------------- |
| Rio 2016   | 7e           | France 12 - 10 Australie | 3 v, 0 n, 3 d |
| Tokyo 2020 | Non qualifié | -                        | -             |
| Paris 2024 | Champion     | France 28 - 7 Fidji      | 4 v, 1 n, 1 d |

Légende : v = victoire ; n = match nul ; d = défaite.

### Bilan des finales jouées en série mondiale
- Mise à jour partielle le 8 mars 2024

|           | Cup | 3e place | Plate | Bowl | Trophy | Shield |
| --------- | --- | -------- | ----- | ---- | ------ | ------ |
| Vainqueur | 2   | 4        | 3     | 17   | 6      | 8      |
| Finaliste | 6   | 2        | 15    | 19   | 2      | 6      |

- Finale pour la 3e place seulement depuis la saison 2013/2014
- En septembre 2016, le Bowl devient le Challenge Trophy ; les Plate et Shield sont rétrogradés au simple rang de matchs de classement[52].

#### Finales par niveaux de tournois
| Année          | Tournoi        | Place     | Score | Adversaire       |
| -------------- | -------------- | --------- | ----- | ---------------- |
| 2004-2005      | Paris          | Vainqueur | 28-19 | Fidji            |
| 2011–2012      | Dubaï          | Finaliste | 12-29 | Angleterre       |
| 2012-2013      | Port Elizabeth | Finaliste | 12-47 | Nouvelle-Zélande |
| 2018-2019      | Vancouver      | Finaliste | 12-21 | Afrique du Sud   |
| 2018-2019      | Hong Kong      | Finaliste | 7-21  | Fidji            |
| 2019-2020      | Hamilton       | Finaliste | 5-27  | Nouvelle-Zélande |
| 2022-2023 (es) | Vancouver      | Finaliste | 21-33 | Argentine        |
| 2023-2024 (en) | Los Angeles    | Vainqueur | 21-0  | Grande-Bretagne  |

| Année          | Tournoi   | Place     | Score | Adversaire |
| -------------- | --------- | --------- | ----- | ---------- |
| 2012-2013      | Tokyo     | Finaliste | 7-31  | Australie  |
| 2015-2016      | Le Cap    | Vainqueur | 28-26 | Kenya      |
| 2015-2016      | Paris     | Vainqueur | 26-17 | Argentine  |
| 2018-2019      | Londres   | Finaliste | 14-31 | États-Unis |
| 2019-2020      | Le Cap    | Vainqueur | 29-24 | Fidji      |
| 2023-2024 (en) | Vancouver | Vainqueur | 42-12 | États-Unis |

| Année     | Tournoi   | Place     | Score | Adversaire |
| --------- | --------- | --------- | ----- | ---------- |
| 1999-2000 | Hong Kong | Vainqueur | 19-14 | Croatie    |
| 2007-2008 | Hong Kong | Vainqueur | 17-14 | Argentine  |
| 2018-2019 | Paris     | Vainqueur | 40-5  | Samoa      |

| Année     | Coupe          | Place     | Score | Adversaire     |
| --------- | -------------- | --------- | ----- | -------------- |
| 1999-2000 | Punta del Esta | Vainqueur | 31-12 | Allemagne      |
| 1999-2000 | Wellington     | Vainqueur | 47-12 | Croatie        |
| 2001-2002 | Mar del Plata  | Vainqueur | 29-7  | Canada         |
| 2001-2002 | Wellington     | Vainqueur | 26-5  | Canada         |
| 2001-2002 | Pékin          | Vainqueur | 33-14 | Canada         |
| 2001-2002 | Londres        | Vainqueur | 22-19 | Canada         |
| 2002–2003 | Dubaï          | Vainqueur | 17-14 | Canada         |
| 2003-2004 | Bordeaux       | Vainqueur | 26-21 | Kenya          |
| 2003-2004 | Londres        | Vainqueur | 19-14 | Géorgie        |
| 2004-2005 | Singapour      | Vainqueur | 19-12 | Canada         |
| 2008-2009 | George         | Vainqueur | 21-12 | Australie      |
| 2011-2012 | Tokyo          | Vainqueur | 17-12 | États-Unis     |
| 2012-2013 | Las Vegas      | Vainqueur | 17-12 | Argentine      |
| 2013-2014 | Gold Coast     | Vainqueur | 19-14 | Canada         |
| 2013-2014 | Glasgow        | Vainqueur | 20-14 | Argentine      |
| 2014-2015 | Wellington     | Vainqueur | 29-5  | Argentine      |
| 2015–2016 | Dubaï          | Vainqueur | 24-14 | Écosse         |
| 2016-2017 | Le Cap         | Vainqueur | 19-7  | Argentine      |
| 2017–2018 | Dubaï          | Vainqueur | 21-12 | Espagne        |
| 2017-2018 | Sydney         | Vainqueur | 29-12 | Pays de Galles |
| 2017-2018 | Las Vegas      | Vainqueur | 26-19 | Canada         |
| 2017-2018 | Hong Kong      | Vainqueur | 33-7  | Canada         |
| 2018-2019 | Singapour      | Vainqueur | 22-19 | Écosse         |

| Année     | Tournoi    | Place     | Score | Adversaire     |
| --------- | ---------- | --------- | ----- | -------------- |
| 2006-2007 | Édimbourg  | Vainqueur | 21-12 | Russie         |
| 2011-2012 | Las Vegas  | Vainqueur | 22-7  | Écosse         |
| 2011-2012 | Londres    | Vainqueur | 19-12 | États-Unis     |
| 2012-2013 | Hong Kong  | Vainqueur | 19-14 | Argentine      |
| 2012-2013 | Glasgow    | Vainqueur | 21-17 | Russie         |
| 2013–2014 | Dubaï      | Vainqueur | 28-17 | Espagne        |
| 2015-2016 | Wellington | Vainqueur | 14-7  | Russie         |
| 2017-2018 | Hamilton   | Vainqueur | 19-17 | Pays de Galles |

#### Finales par tournoi
| Année | Coupe    | Place     | Score | Adversaire       |
| ----- | -------- | --------- | ----- | ---------------- |
| 2019  | 3e place | Vainqueur | 29-24 | Fidji            |
| 2016  | Trophy   | Vainqueur | 19-7  | Argentine        |
| 2015  | 3e place | Vainqueur | 28-26 | Kenya            |
| 2013  | Plate    | Finaliste | 19-45 | Fidji            |
| 2012  | Cup      | Finaliste | 12-47 | Nouvelle-Zélande |
| 2009  | Shield   | Finaliste | 19-28 | Écosse           |
| 2008  | Bowl     | Vainqueur | 21-12 | Australie        |
| 2004  | Shield   | Finaliste | 12-17 | Portugal         |
| 2003  | Plate    | Finaliste | 12-29 | Argentine        |
| 2002  | Bowl     | Finaliste | 21-22 | Namibie          |

| Année | Coupe | Place     | Score | Adversaire |
| ----- | ----- | --------- | ----- | ---------- |
| 2002  | Bowl  | Vainqueur | 29-7  | Canada     |

| Année | Coupe  | Place     | Score | Adversaire     |
| ----- | ------ | --------- | ----- | -------------- |
| 2018  | Trophy | Vainqueur | 29-12 | Pays de Galles |
| 2017  | Trophy | Finaliste | 0-26  | Russie         |
| 2014  | Bowl   | Finaliste | 15-31 | États-Unis     |
| 2013  | Bowl   | Vainqueur | 19-14 | Canada         |
| 2012  | Plate  | Finaliste | 7-14  | Argentine      |
| 2009  | Bowl   | Finaliste | 14-35 | Samoa          |
| 2000  | Plate  | Finaliste | 14-33 | Argentine      |

| Année | Coupe | Place     | Score | Adversaire     |
| ----- | ----- | --------- | ----- | -------------- |
| 2019  | Cup   | Finaliste | 12-21 | Afrique du Sud |
| 2016  | Bowl  | Finaliste | 17-19 | Canada         |

| Année | Coupe | Place     | Score | Adversaire |
| ----- | ----- | --------- | ----- | ---------- |
| 2002  | Bowl  | Vainqueur | 33-14 | Canada     |

| Année | Coupe  | Place     | Score | Adversaire       |
| ----- | ------ | --------- | ----- | ---------------- |
| 2018  | Trophy | Finaliste | 24-33 | Samoa            |
| 2017  | Trophy | Vainqueur | 21-12 | Espagne          |
| 2015  | Bowl   | Vainqueur | 24-14 | Écosse           |
| 2014  | Bowl   | Finaliste | 21-31 | Samoa            |
| 2013  | Shield | Vainqueur | 28-17 | Espagne          |
| 2011  | Cup    | Finaliste | 12-29 | Angleterre       |
| 2010  | Shield | Finaliste | 0-26  | Kenya            |
| 2008  | Bowl   | Finaliste | 0-24  | Portugal         |
| 2006  | Plate  | Finaliste | 7-26  | Samoa            |
| 2005  | Plate  | Finaliste | 7-19  | Nouvelle-Zélande |
| 2004  | Shield | Finaliste | 5-10  | Portugal         |
| 2002  | Bowl   | Vainqueur | 17-14 | Canada           |
| 1999  | Plate  | Finaliste | 20-33 | Australie        |

| Année | Coupe  | Place     | Score | Adversaire |
| ----- | ------ | --------- | ----- | ---------- |
| 2014  | Bowl   | Vainqueur | 20-14 | Argentine  |
| 2013  | Shield | Vainqueur | 21-17 | Russie     |
| 2009  | Bowl   | Finaliste | 15-26 | Angleterre |
| 2007  | Shield | Vainqueur | 21-12 | Russie     |

| Année | Coupe  | Place     | Score | Adversaire      |
| ----- | ------ | --------- | ----- | --------------- |
| 2024  | Cup    | Vainqueur | 21-0  | Grande-Bretagne |
| 2018  | Trophy | Vainqueur | 26-19 | Canada          |
| 2016  | Bowl   | Finaliste | 7-21  | Pays de Galles  |
| 2013  | Bowl   | Vainqueur | 17-12 | Argentine       |
| 2012  | Shield | Vainqueur | 22-7  | Écosse          |
| 2010  | Bowl   | Finaliste | 17-28 | États-Unis      |
| 2009  | Bowl   | Finaliste | 0-40  | Australie       |
| 2006  | Plate  | Finaliste | 5-21  | Argentine       |

| Année | Coupe    | Place     | Score | Adversaire |
| ----- | -------- | --------- | ----- | ---------- |
| 2019  | 5e place | Vainqueur | 40-5  | Samoa      |
| 2016  | 3e place | Vainqueur | 26-17 | Argentine  |
| 2005  | Cup      | Vainqueur | 28-19 | Fidji      |
| 2004  | Bowl     | Vainqueur | 26-21 | Kenya      |
| 2000  | Plate    | Finaliste | 7-45  | Fidji      |

| Année | Coupe | Place     | Score | Adversaire     |
| ----- | ----- | --------- | ----- | -------------- |
| 2003  | Bowl  | Finaliste | 14-35 | Écosse         |
| 2002  | Plate | Finaliste | 0-40  | Afrique du Sud |

| Année | Coupe  | Place     | Score | Adversaire |
| ----- | ------ | --------- | ----- | ---------- |
| 2019  | Cup    | Finaliste | 7-21  | Fidji      |
| 2018  | Trophy | Vainqueur | 33-7  | Canada     |
| 2016  | Bowl   | Finaliste | 7-14  | Argentine  |
| 2015  | Bowl   | Finaliste | 5-26  | Écosse     |
| 2014  | Bowl   | Finaliste | 5-31  | Écosse     |
| 2013  | Shield | Vainqueur | 19-14 | Argentine  |
| 2008  | Plate  | Vainqueur | 17-14 | Argentine  |
| 2007  | Bowl   | Finaliste | 7-21  | Russie     |
| 2004  | Plate  | Finaliste | 22-28 | Écosse     |
| 2000  | Plate  | Vainqueur | 19-14 | Croatie    |
| 1996  | Plate  | Vainqueur | 45-12 | Hong Kong  |

| Année | Coupe    | Place     | Score | Adversaire |
| ----- | -------- | --------- | ----- | ---------- |
| 2013  | 3e place | Finaliste | 7-31  | Australie  |
| 2012  | Bowl     | Vainqueur | 17-12 | États-Unis |

| Année | Coupe    | Place     | Score | Adversaire     |
| ----- | -------- | --------- | ----- | -------------- |
| 2019  | 3e place | Finaliste | 14-31 | États-Unis     |
| 2015  | Shield   | Finaliste | 19-21 | Japon          |
| 2013  | Bowl     | Finaliste | 7-19  | Pays de Galles |
| 2012  | Shield   | Vainqueur | 19-12 | États-Unis     |
| 2010  | Shield   | Finaliste | 21-24 | Kenya          |
| 2004  | Bowl     | Vainqueur | 19-14 | Géorgie        |
| 2003  | Bowl     | Finaliste | 5-44  | Samoa          |
| 2002  | Bowl     | Vainqueur | 22-19 | Canada         |

| Année | Coupe | Place     | Score | Adversaire |
| ----- | ----- | --------- | ----- | ---------- |
| 2001  | Plate | Finaliste | 14-19 | Samoa      |

| Année | Coupe  | Place     | Score | Adversaire       |
| ----- | ------ | --------- | ----- | ---------------- |
| 2020  | Cup    | Finaliste | 5-27  | Nouvelle-Zélande |
| 2018  | Shield | Vainqueur | 19-17 | Pays de Galles   |
| 2016  | Shield | Vainqueur | 14-7  | Russie           |
| 2015  | Bowl   | Vainqueur | 29-5  | Argentine        |
| 2011  | Shield | Finaliste | 12-19 | États-Unis       |
| 2010  | Bowl   | Finaliste | 5-7   | Pays de Galles   |
| 2007  | Plate  | Finaliste | 12-21 | Angleterre       |
| 2003  | Plate  | Finaliste | 5-39  | Samoa            |
| 2002  | Bowl   | Vainqueur | 26-5  | Canada           |
| 2000  | Bowl   | Vainqueur | 47-12 | Croatie          |

| Année | Coupe  | Place     | Score | Adversaire |
| ----- | ------ | --------- | ----- | ---------- |
| 2019  | Trophy | Vainqueur | 22-19 | Écosse     |
| 2006  | Plate  | Finaliste | 5-26  | Samoa      |
| 2005  | Bowl   | Vainqueur | 19-12 | Canada     |

| Année | Coupe | Place     | Score | Adversaire |
| ----- | ----- | --------- | ----- | ---------- |
| 2000  | Bowl  | Vainqueur | 31-12 | Allemagne  |

## Joueurs emblématiques
- Mathieu Acebes
- Paul Albaladejo
- Jean-Pascal Barraque
- Steeve Barry
- Patrick Bosque
- Terry Bouhraoua
- Julien Candelon
- Franck Corrihons
- Manoël Dall'igna
- Renaud Delmas
- Vincent Inigo
- Pierre-Gilles Lakafia
- Jonathan Laugel
- Jean-Baptiste Mazoué
- Martial Molinier
- Stephen Parez
- Olivier Toulouze
- Virimi Vakatawa
- Paulin Riva

## Statistiques concernant les joueurs
Les noms en gras indiquent les joueurs qui sont encore en activité.

### Record de sélections

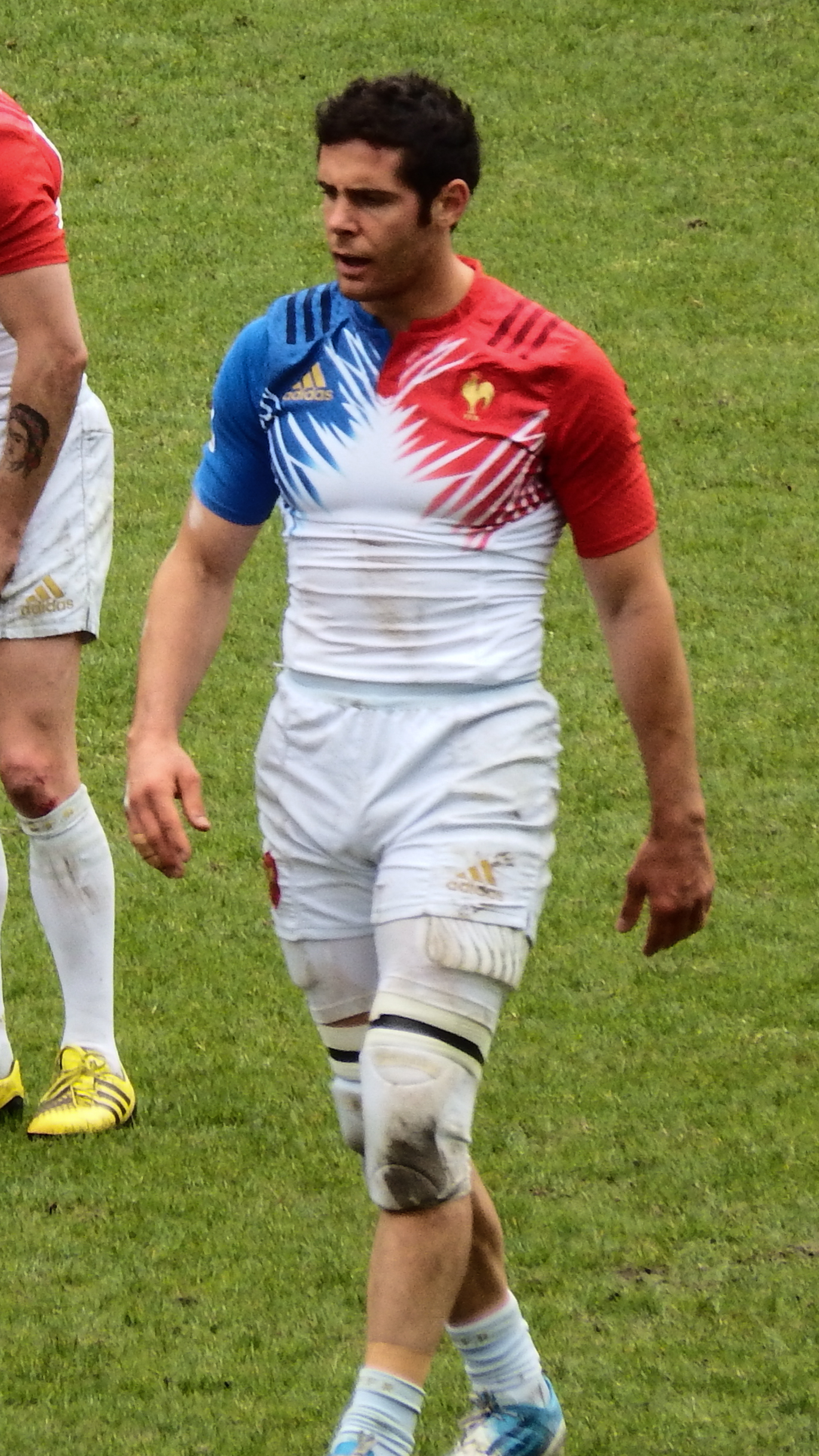
Manoël Dall'igna le 15 5 2016 lors du tournoi de France.

| # | Joueur                   | Dates d'activité | Nombres de sélections |
| - | ------------------------ | ---------------- | --------------------- |
| 1 | Jonathan Laugel          | Depuis 2012      | 418                   |
| 2 | Stephen Parez Edo Martin | Depuis 2013      | 370                   |
| 3 | Manoël Dall'igna         | 2011-2020        | 322                   |
| 4 | Terry Bouhraoua          | 2010-2019        | 259                   |
| 5 | Paulin Riva              | Depuis 2014      | 235                   |
| 6 | Paul Albaladejo          | 2008-2015        | 217                   |
| 7 | Julien Candelon          | 2009-2017        | 204                   |
| 8 | Pierre-Gilles Lakafia    | Depuis 2013      | 194                   |

### Record de points

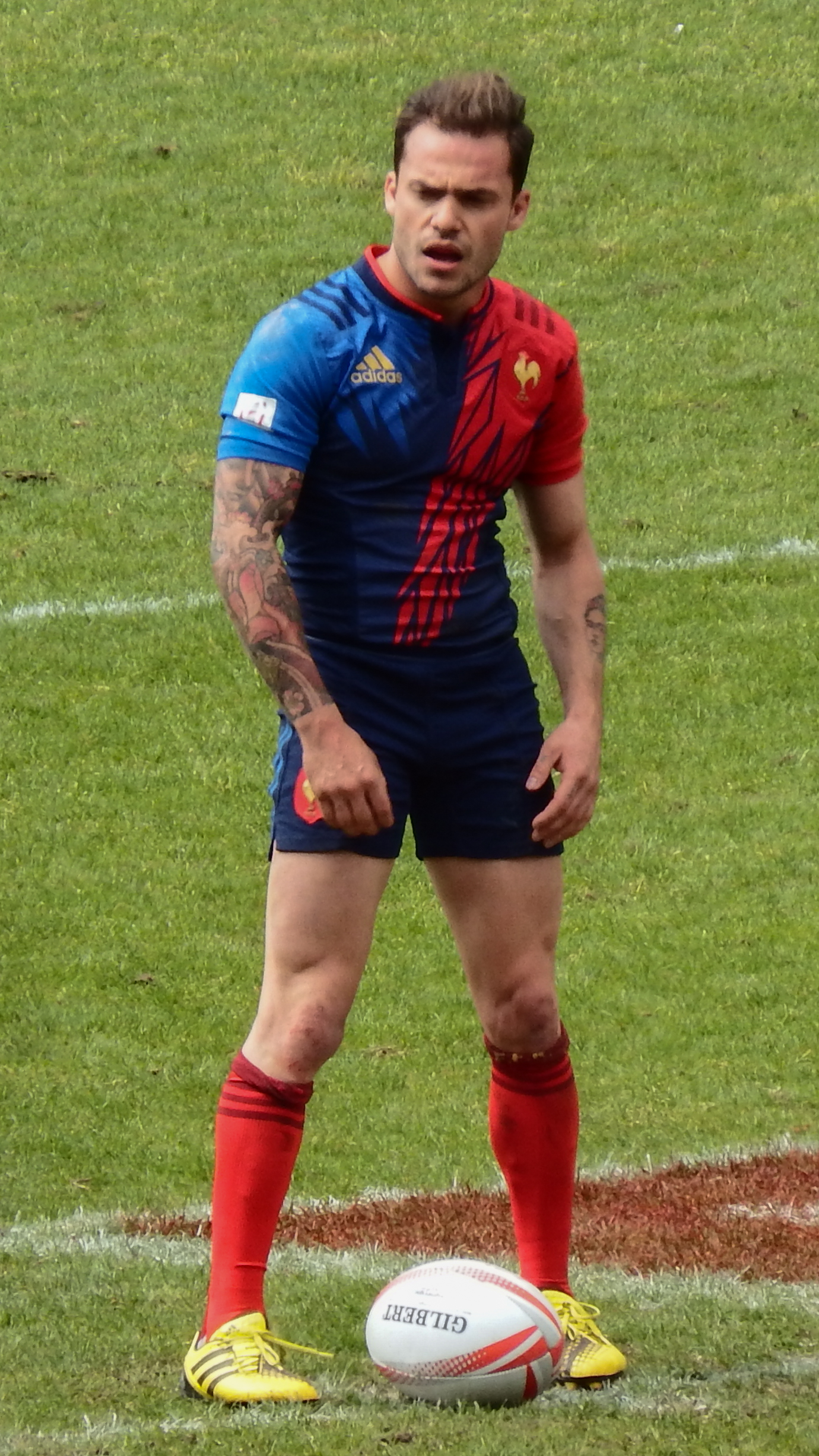
Terry Bouhraoua le 14 5 2016 lors du tournoi de France.

| # | Joueur               | Dates d'activité | Nombres de points |
| - | -------------------- | ---------------- | ----------------- |
| 1 | Terry Bouhraoua      | 2010-2019        | 1 173             |
| 2 | Paul Albaladejo      | 2008-2015        | 891               |
| 3 | Jean-Pascal Barraque | Depuis 2012      | 766               |
| 4 | Julien Candelon      | 2009-2017        | 600               |
| 5 | Stephen Parez        | Depuis 2013      | 517               |

### Record d'essais

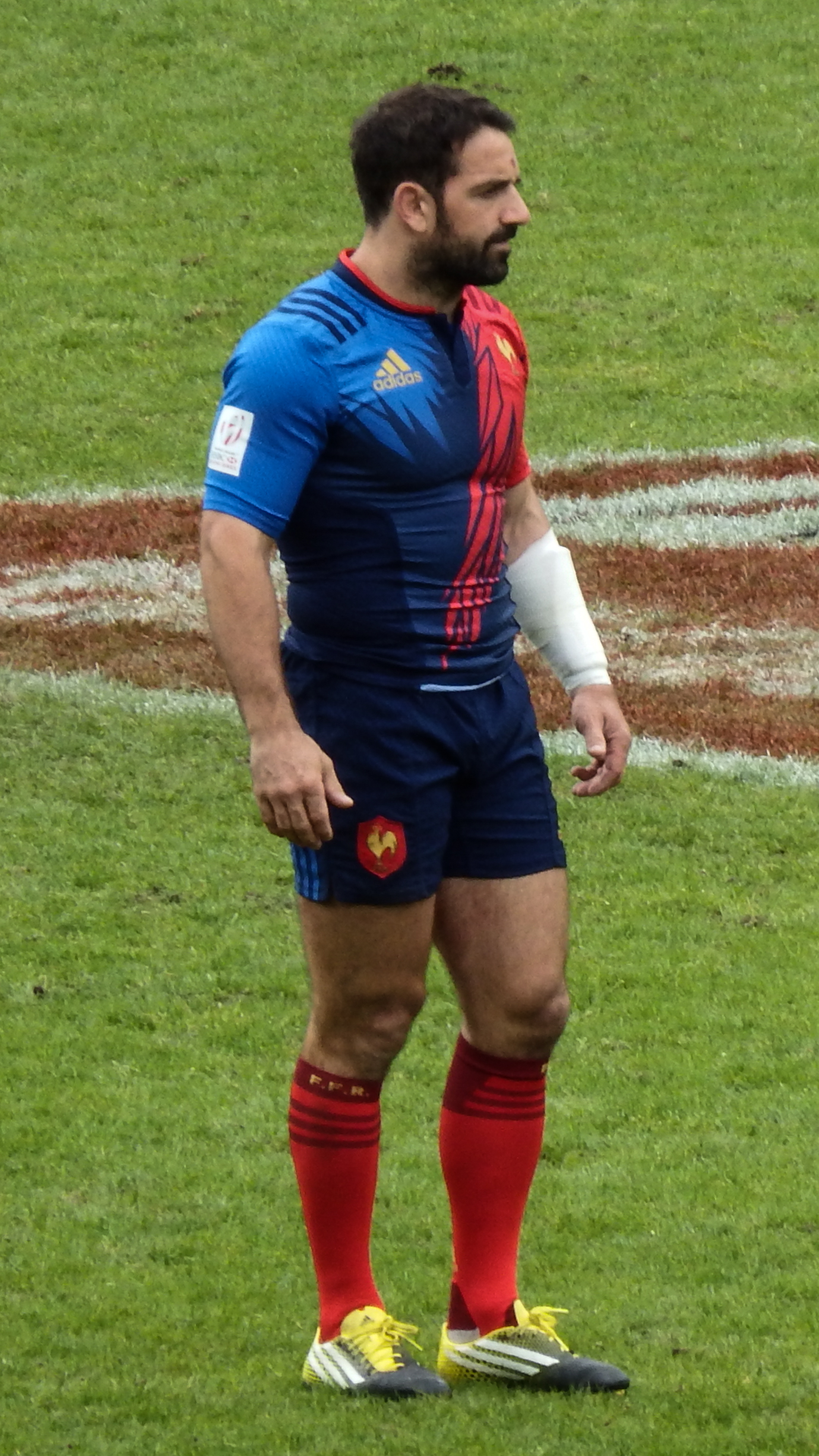
Julien Candelon le 14 5 2016 lors du tournoi de France.

| #  | Joueur                   | Dates d'activité | Essais |
| -- | ------------------------ | ---------------- | ------ |
| 1  | Terry Bouhraoua          | 2010-2019        | 131    |
| 2  | Julien Candelon          | 2009-2017        | 114    |
| 3  | Stephen Parez Edo Martin | Depuis 2013      | 102    |
| 4  | Paul Albaladejo          | 2008-2015        | 86     |
| 5  | Renaud Delmas            | 2009-2015        | 83     |
| 6  | Jean-Pascal Barraque     | Depuis 2013      | 76     |
| 7  | Manoël Dall'igna         | 2011-2020        | 64     |
| 8  | Virimi Vakatawa          | 2013-2017        | 61     |
| 9  | Steeve Barry             | 2010-2016        | 58     |
| 10 | Jonathan Laugel          | Depuis 2012      | 54     |

## Quelques repères chronologiques
- 7 avril 1973 : premier match officiel de l'équipe de France. Au  Murrayfield Stadium, l'Angleterre s'impose (22-0).
- 16 avril 1993 : la France participe à sa première Coupe du monde.
- 11 juin 2005 : première victoire de l’équipe de France lors d’un tournoi du circuit mondial. Au stade Jean-Bouin, la France s'impose (28-19) face aux Fidji.
- 21 septembre 2014 : la France remporte le championnat d'Europe, elle est sacrée championne d'Europe pour la première fois de son histoire.
- 12 juillet 2015 : la France remporte le championnat d'Europe et décroche son billet pour les Jeux olympiques de Rio en 2016.